# Olympische Sommerspiele 1964/Leichtathletik – Weitsprung (Männer)

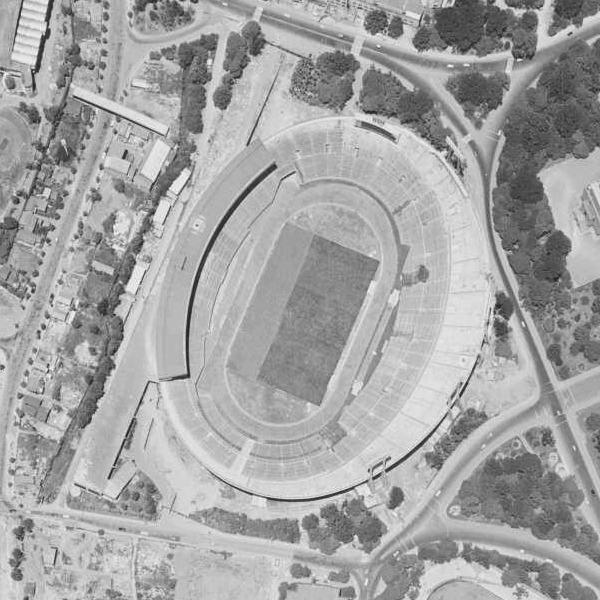
Luftaufnahme des Olympiastadions im Jahr 1963

Der Weitsprung der Männer bei den Olympischen Spielen 1964 in Tokio wurde am 18. Oktober 1964 im Olympiastadion Tokio ausgetragen. 32 Athleten nahmen teil.
Olympiasieger wurde der Brite Lynn Davies. Er gewann vor dem US-Amerikaner Ralph Boston und Igor Ter-Owanessjan aus der Sowjetunion.
Während Springer aus Österreich, der Schweiz und Liechtenstein nicht teilnahmen, gingen drei Deutsche an den Start. Klaus Beer und Hans-Helmut Trense scheiterten an der Qualifikationsweite. Wolfgang Klein erreichte das Finale und belegte dort Rang zehn.

## Bestehende Rekorde
| Weltrekord         | 8,34 m | Ralph Boston ( USA) | Los Angeles, USA       | 12. September 1964 |
| Olympischer Rekord | 8,12 m | Ralph Boston ( USA) | Finale OS Rom, Italien | 2. September 1960  |

Der bestehende olympische Rekord wurde bei diesen Spielen vor allem aufgrund der miserablen Rahmenbedingungen mit Regen und niedrigen Temperaturen nicht erreicht. Mit seiner größten Weite von 8,07 m verpasste der britische Olympiasieger Lynn Davies den Rekord um fünf Zentimeter. Zum Weltrekord fehlten ihm 27 Zentimeter.

## Durchführung des Wettbewerbs
32 Athleten traten am 18. Oktober zu einer Qualifikationsrunde an, bei der jeder Springer drei Versuche hatte. Fünf von ihnen – hellblau unterlegt – übertrafen die geforderte Weite von 7,60 m zur direkten Finalqualifikation am Nachmittag desselben Tages. Da das Finalteilnehmerfeld aus mindestens zwölf Startern zu bestehen hatte, qualifizierten sich die sieben nächstbesten Wettbewerber – hellgrün unterlegt – ebenfalls für das Finale. Dort hatte jeder Teilnehmer zunächst drei Versuche. Die sechs besten Athleten konnten dann drei weitere Sprünge absolvieren.

## Zeitplan
18. Oktober, 10:30 Uhr: Qualifikation

18. Oktober, 15:00 Uhr: Finale
Anmerkung: Alle Zeiten sind Ortszeit kin Tokio (UTC + 9) angegeben.

## Legende
Kurze Übersicht zur Bedeutung der Symbolik – so üblicherweise auch in sonstigen Veröffentlichungen verwendet:
| –   | verzichtet                                  |
| x   | ungültig                                    |
| w   | Windunterstützung über dem zulässigen Wert  |
| NWI | keine Windinformation (No Wind Information) |

Bestweiten sind fett gedruckt.

## Windbedingungen
In den folgenden Ergebnisübersichten sind die Windbedingungen zu den einzelnen Sprüngen benannt. Der erlaubte Grenzwert liegt bei zwei Metern pro Sekunde. Bei stärkerer Windunterstützung wird die Weite für den Wettkampf gewertet, findet jedoch keinen Eingang in Rekord- und Bestenlisten.

## Qualifikation

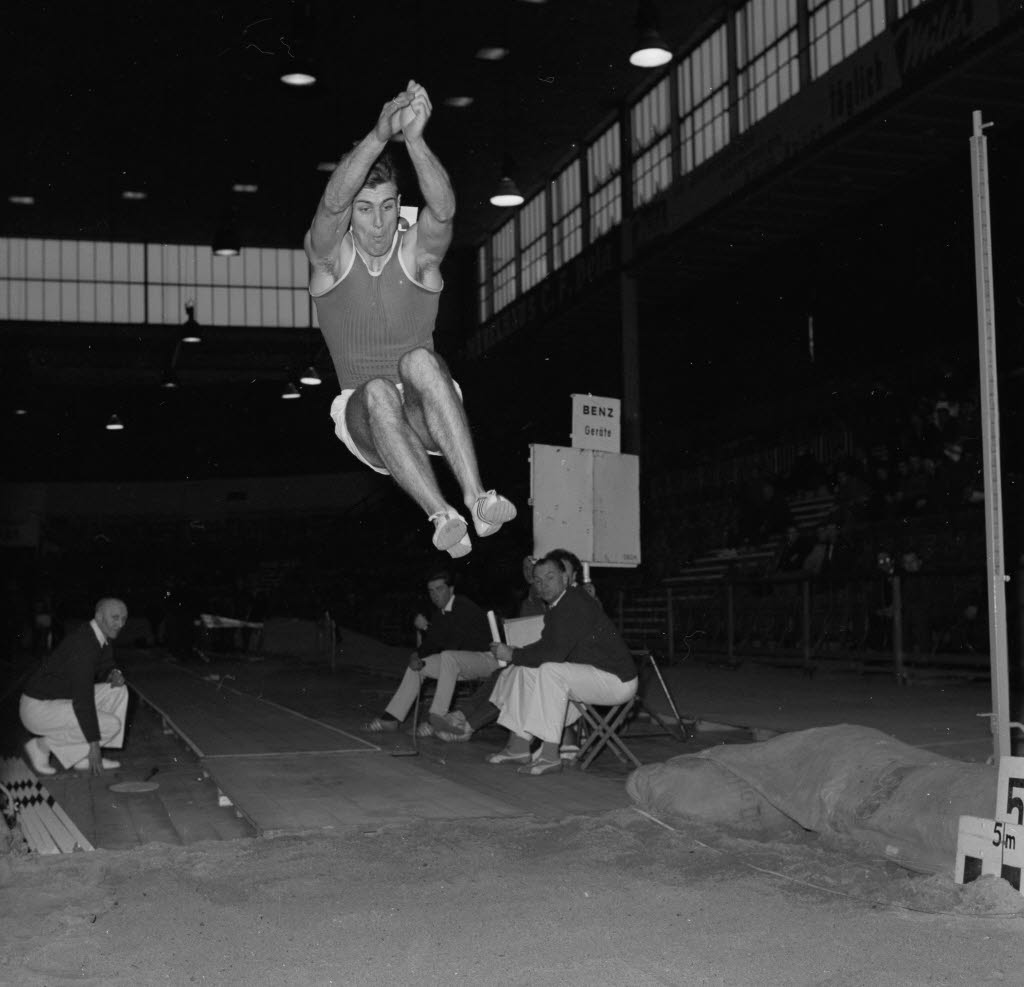
Hans-Helmut Trense – hier bei den Norddeutschen Leichtathletik-Meisterschaften 1963 – schied mit 7,30 m aus

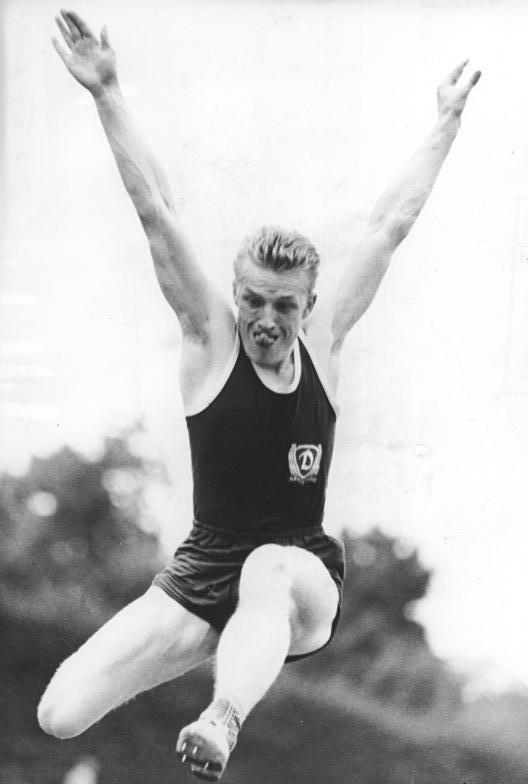
Klaus Beer – vier Jahre später Olympiazweiter – erreichte mit 7,27 m nicht das Finale

Datum: 18. Oktober 1964, 10:30 Uhr
Wetterbedingungen: Regen, ca. 14 °C, ca. 95 % Luftfeuchtigkeit
| Platz | Name                       | Nation         | 1. Versuch (m) Wind (m/s) | 2. Versuch (m) Wind (m/s) | 3. Versuch (m) Wind (m/s) | Weite (m) | Anmerkung |
| 1     | Ralph Boston               | USA            | 8,03 / ±0,0               | –                         | –                         | 8,03      |           |
| 2     | Lynn Davies                | Großbritannien | 7,39 / −2,4               | x                         | 7,78 / −2,7               | 7,78      |           |
| 3     | Igor Ter-Owanessjan        | Sowjetunion    | 7,78 / +2,1               | –                         | –                         | 7,78      |           |
| 4     | Gayle Hopkins              | USA            | 7,67 / −3,1               | –                         | –                         | 7,67      |           |
| 5     | Wariboko West              | Nigeria        | 7,62 / +2,1               | –                         | –                         | 7,62      | w         |
| 6     | Wolfgang Klein             | Deutschland    | 7,59 / −1,4               | x                         | 7,54 / NWI                | 7,59      |           |
| 7     | John Morbey                | Großbritannien | x                         | x                         | 7,56 / −2,1               | 7,56      |           |
| 8     | Mike Ahey                  | Ghana          | 7,21 / −1,4               | 7,26 / −1,0               | 7,52 / −1,7               | 7,52      |           |
| 9     | Jean Cochard               | Frankreich     | 6,96 / −0,2               | x                         | 7,52 / +0,7               | 7,52      |           |
| 10    | Luis Felipe Areta Sampériz | Spanien        | 7,31 / +2,2               | 7,46 / +2,4               | 7,34 / −1,0               | 7,46      | w         |
| 11    | Andrzej Stalmach           | Polen          | 7,27 / −2,4               | 7,46 / −2,3               | x                         | 7,46      |           |
| 12    | Hiroomi Yamada             | Japan          | x                         | 7,46 / −4,5               | x                         | 7,46      |           |
| 13    | Pentti Eskola              | Finnland       | 7,43 / −2,1               | 7,35 / −2,3               | x                         | 7,43      |           |
| 14    | Antanas Vaupšas            | Sowjetunion    | x                         | x                         | 7,43 / +3,4               | 7,43      | w         |
| 15    | Leonid Barkowskyj          | Sowjetunion    | 7,30 / +2,9               | 7,39 / +1,4               | x                         | 7,39      |           |
| 16    | Sungay Akpata              | Nigeria        | x                         | x                         | 7,34 / +2,2               | 7,34      | w         |
| 17    | Raitscho Stoitschew        | Bulgarien      | x                         | 7,33 / +2,0               | 7,29 / +2,2               | 7,33      |           |
| 18    | Hans-Helmut Trense         | Deutschland    | 7,09 / −2,9               | 7,20 / −2,4               | 7,30 / −2,2               | 7,30      |           |
| 19    | Wellesley Clayton          | Jamaika        | 6,75 / +1,1               | x                         | 7,28 / −2,1               | 7,28      |           |
| 20    | Koro Kawazu                | Japan          | 7,28 / +0,2               | x                         | x                         | 7,28      |           |
| 21    | Klaus Beer                 | Deutschland    | x                         | 7,25 / −2,7               | 7,27 / −2,6               | 7,27      |           |
| 22    | Fred Alsop                 | Großbritannien | 7,26 / −1.5               | x                         | x                         | 7,26      |           |
| 22    | Phil Shinnick              | USA            | x                         | 7,26 / +3,2               | x                         | 7,26      | w         |
| 24    | Alain Lefèvre              | Frankreich     | 6,77 / +2,2               | x                         | 7,24 / +1,2               | 7,24      |           |
| 25    | Dimos Manglaras            | Griechenland   | 7,06 / +0,1               | 7,11 / +2,0               | 7,21 / +1,7               | 7,21      |           |
| 26    | Satoshi Takayanagi         | Japan          | 7,15 / −3,0               | x                         | x                         | 7,15      |           |
| 27    | Ian Tomlinson              | Australien     | 7,07 / −2,2               | x                         | x                         | 7,07      |           |
| 28    | Henrik Kalocsai            | Ungarn         | 6,94 / −2,6               | 6,99 / −2,3               | x                         | 6,99      |           |
| 29    | B. V. Satyanarayan         | Indien         | x                         | 6,76 / +1,3               | x                         | 6,76      |           |
| 30    | Samuel Cruz                | Puerto Rico    | x                         | 6,74 / +2,3               | 6,72 / +3,5               | 6,74      | w         |
| 31    | Chu Ming                   | Hongkong       | 6,41 / −2,8               | x                         | 4,91 / −2,1               | 6,41      |           |
| NM    | Iftikhar Shah              | Pakistan       | x                         | x                         | x                         | ogV       |           |
| DNS   | William Kamanyi            | Uganda         |                           |                           |                           |           |           |
| DNS   | Constantin Badea           | Rumänien       |                           |                           |                           |           |           |
| DNS   | Joseph Kobina Adjet        | Ghana          |                           |                           |                           |           |           |
| DNS   | Samir Vincent              | Irak           |                           |                           |                           |           |           |
| DNS   | George Ogan                | Nigeria        |                           |                           |                           |           |           |

## Finale

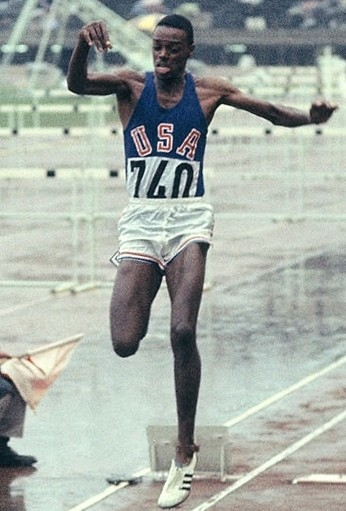
Topfavorit Ralph Boston, Weltrekordinhaber und 1960 Olympiasieger, musste sich mit Silber begnügen

Datum: 18. Oktober 1964, 15:00 Uhr
Wetterbedingungen: Regen, 12–13 °C, 95–97 % Luftfeuchtigkeit
| Platz | Name                       | Nation         | 1. Vers. (m) Wind (m/s) | 2. Vers. (m) Wind (m/s) | 3. Vers. (m) Wind (m/s) | 4. Vers. (m) Wind (m/s)                   | 5. Vers. (m) Wind (m/s)                   | 6. Vers. (m) Wind (m/s)                   | Resultat (m) |
| 1     | Lynn Davies                | Großbritannien | 7,45 / −4,1             | x                       | 7,59 / −2,4             | 7,78 / −2,4                               | 8,07 / −0,7                               | 7,74 / −3,3                               | 8,07 m       |
| 2     | Ralph Boston               | USA            | 7,76 / −2,5             | 7,85 / −3,1             | 7,62 / −2,8             | 7,88 / −1,7                               | x                                         | 8,03 / −2,0                               | 8,03 m       |
| 3     | Igor Ter-Owanessjan        | Sowjetunion    | 7,78 / −2,7             | x                       | 7,64 / −2,1             | 7,80 / −2,1                               | 7,99 / −2,3                               | 7,81 / −2,1                               | 7,99 m       |
| 4     | Wariboko West              | Nigeria        | 7,56 / −3,0             | 7,51 / −1,8             | 7,50 / −2,7             | 7,40 / −2,2                               | 7,60 / −2,5                               | x                                         | 7,60 m       |
| 5     | Jean Cochard               | Frankreich     | x                       | x                       | 7,44 / −2,9             | 7,43 / −2,0                               | 7,26 / −4,5                               | 7,10 / ±0,0                               | 7,44 m       |
| 6     | Luis Felipe Areta Sampériz | Spanien        | 7,20 / −0,3             | 7,31 / −1,9             | 7,34 / +0,4             | 5,16 / −2,3                               | x                                         | 6,99 / −3,1                               | 7,34 m       |
|       |                            |                |                         |                         |                         |                                           |                                           |                                           |              |
| 7     | Mike Ahey                  | Ghana          | 6,99 / −4,5             | 7,00 / −2,9             | 7,30 / −2,7             | nicht im Finale der besten sechs Springer | nicht im Finale der besten sechs Springer | nicht im Finale der besten sechs Springer | 7,30 m       |
| 8     | Andrzej Stalmach           | Polen          | 7,26 / −3,0             | 7,10 / −2,3             | x                       | nicht im Finale der besten sechs Springer | nicht im Finale der besten sechs Springer | nicht im Finale der besten sechs Springer | 7,26 m       |
| 9     | Hiroomi Yamada             | Japan          | 6,94 / −3,8             | x                       | 7,16 / −3,4             | nicht im Finale der besten sechs Springer | nicht im Finale der besten sechs Springer | nicht im Finale der besten sechs Springer | 7,16 m       |
| 10    | Wolfgang Klein             | Deutschland    | 7,06 / −4,1             | 7,13 / −3,0             | 7,15 / −3,0             | nicht im Finale der besten sechs Springer | nicht im Finale der besten sechs Springer | nicht im Finale der besten sechs Springer | 7,15 m       |
| 11    | John Morbey                | Großbritannien | 7,09 / −2,4             | 6,91 / −5,6             | 6,77 / −3,8             | nicht im Finale der besten sechs Springer | nicht im Finale der besten sechs Springer | nicht im Finale der besten sechs Springer | 7,09 m       |
| NM    | Gayle Hopkins              | USA            | x                       | x                       | x                       | nicht im Finale der besten sechs Springer | nicht im Finale der besten sechs Springer | nicht im Finale der besten sechs Springer | ogV          |

Der US-Amerikaner Ralph Boston, Olympiasieger von 1960 und Weltrekordinhaber, war der hohe Favorit. Als größter Herausforderer wurde der sowjetische Springer Igor Ter-Owanessjan, Europameister von 1958 und 1962 sowie Bronzemedaillist von Rom, angesehen.
Eine entscheidende Rolle sollten im Finale die für die Athleten äußerst unangenehmen äußeren Bedingungen spielen. Es regnete durchgängig, der Anlauf und die Sprunggrube waren nass, die Temperaturen so kühl, dass die Athleten regelrecht froren zwischen ihren Sprüngen. Dieses Wetter war vor allem für Boston sehr schwierig, der es gewohnt war, im eigenen Land bei optimalen Bedingungen zu springen.
In der ersten Finalrunde ging Ter-Owanesjan mit 7,78 m in Führung, doch Boston zog im zweiten Versuch mit 7,85 m an ihm vorbei. Im fünften Durchgang übertraf der Brite Lynn Davies mit 8,07 m als Erster die 8-Meter-Marke. Angetreten war er hier als Außenseiter, in der Qualifikation hatte er in seinem letzten Versuch alles auf eine Karte setzen müssen, um dieses Finale überhaupt zu erreichen. Aber ihm gelang es am besten, sich auf diese Umstände einzustellen, die für ihn nicht ganz ungewohnt waren. Igor Ter-Owanessjan verbesserte sich in seinem fünften Versuch mit 7,99 m zwischenzeitlich wieder auf Platz zwei, bevor Ralph Boston im letzten Durchgang 8,03 m gelangen, eine Weite die letztendlich 'nur' für Silber reichte.
Lynn Davies gewann die erste britische Goldmedaille im Weitsprung. Es war seit 1920 der erste Sieg eines Weitspringers, der nicht aus den Vereinigten Staaten kam.

## Videolinks
- The Tokyo 1964 Olympics Part 3 | Olympic History, Bereich: 11:13 min bis 13:16 min, youtube.com, abgerufen am 8. September 2021
- Athletics - Men's Long Jump - Highlights | Tokyo 1964 Olympics, youtube.com, abgerufen am 8. September 2021
- 3211 Olympic Track & Field 1964 Long Jump Men Lynn Davies, youtube.com, abgerufen am 8. September 2021